# Efferia slossonae
Efferia slossonae este o specie de muște din genul Efferia, familia Asilidae. A fost descrisă pentru prima dată de James Stewart Hine în anul 1919.
Este endemică în Florida. Conform Catalogue of Life specia Efferia slossonae nu are subspecii cunoscute.